# Static Transmission
Static Transmission è l'ottavo album solista del cantautore californiano Steve Wynn.
Il disco, seguito del precedente album Here Come the Miracles considerato da molti il suo migliore da solista, è influenzato dalla passione per il rock and roll, i brani sono diretti e pieni di voglia di vivere.
Tra i brani si segnalano la cadenzata California Style, Candy Machine e soprattutto Amphetamine una dei suoi classici.
All'album vero e proprio è allegato un secondo disco di rarità, con una cover di State Trooper di Bruce Springsteen.
Esiste una edizione a singolo disco che contiene 14 brani (tutti quelli del primo disco ed i primi 3 del secondo).

## Tracce
Tutti i brani sono stati scritti da Steve Wynn eccetto dove indicato
1. What Comes After -	4:30
2. Candy Machine - 3:57 (Pitmon, Wynn)
3. The Ambassador of Soul - 4:13
4. Keep It Clean - 3:40
5. Amphetamine - 6:35
6. California Style - 3:12
7. One Less Shining Star - 3:43
8. Maybe Tomorrow - 5:10
9. Hollywood - 2:47
10. Charcoal Sunset - 3:50 (Pitmon, Wynn)
11. A Fond Farewell - 9:42 (Polar, Wynn)

### Disco Bonus
1. Riverside - 4:44
2. Nothing Like Anything - 5:05
3. Underneath the Underground - 3:17
4. Timing - 2:27
5. Survival Blues - 4:50
6. Again - 3:50
7. State Trooper - 8:28 (Bruce Springsteen)
8. Benediction - 3:06 (Pitmon, Wynn)